# Nytorgs kvarn

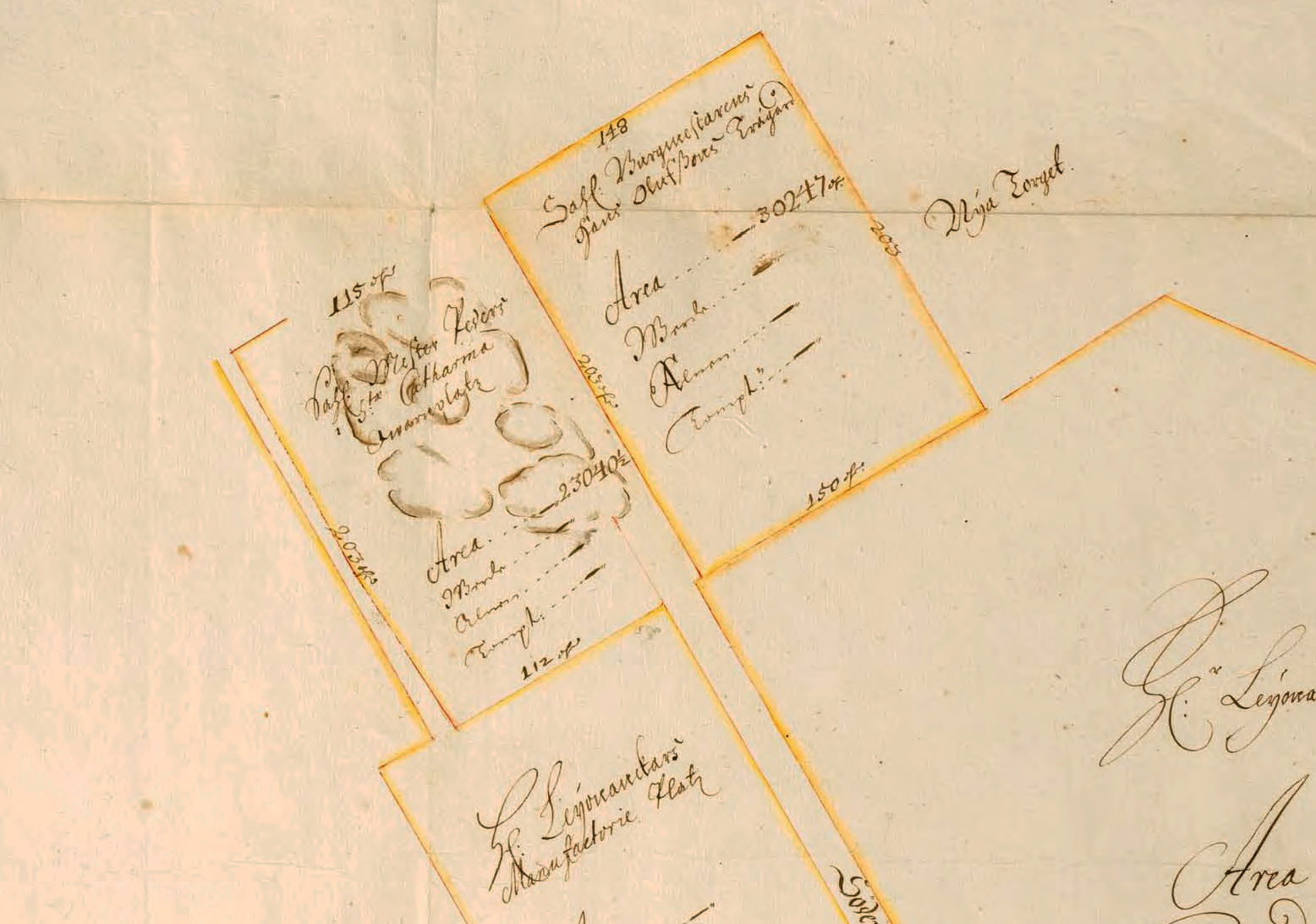
"Sal. Mester Peders i S:ta Catarina Qwarnplats" enligt Holms tomtbok 1674.

Nytorgs kvarn (även kallad Nykvarn eller Mäster Pärs Qwarn) var en väderkvarn på Södermalm i Stockholm. Kvarnen var från 1600-talet och finns på Petrus Tillaeus' karta från 1733 men är inte känd på 1800-talet. Kvarnen låg i hörnet av Skånegatan / Södermannagatan i kvarteret Bondetorpet.

## Historik

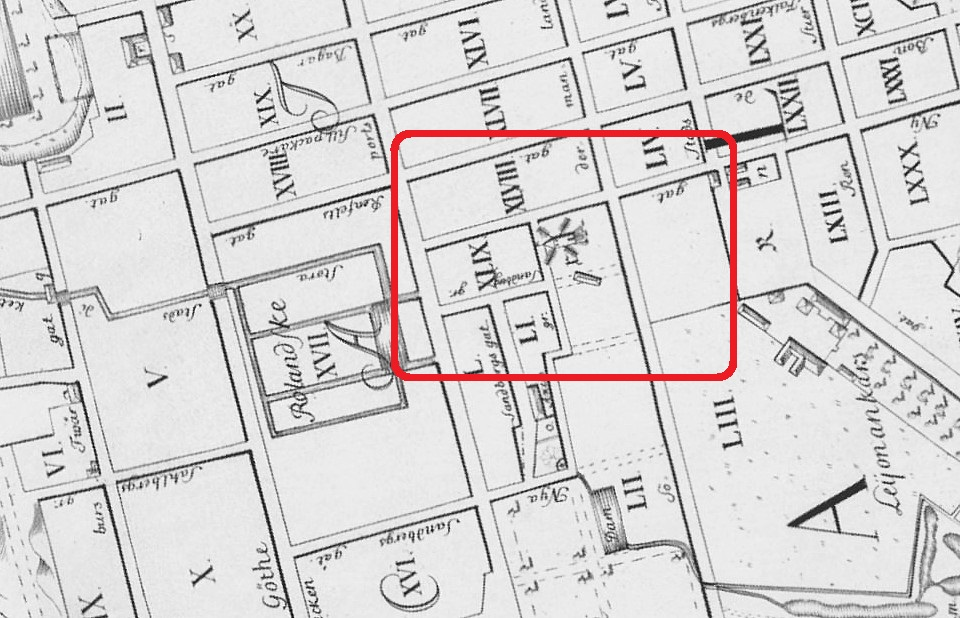
Nytorgs kvarn på Petrus Tillaeus karta från 1733 (kartan är norrorienterad).

Nytorgs kvarn var en stolpkvarn som ägdes av kyrkoherden i Katarina församling, Petrus Dieterici Arenbechius. Han kallades även Mäster Pär eller Peder och omnämndes som kvarnägare av Michel Jöranssons kvarn vid Zinkensdamm och kvarnen Fatburan vid sjön Fatburen. Denne Mäster Peder förvärvade 1669 till frij oc egen grundh sin Qwarnplatz på Södremalm widh nygatun.
Kyrkoherdens omfattande tomt- och kvarninnehav väckte viss anstöt hos församlingens medlemmar och han anklagades att vid ett tillfälle ha stulit byggvirke till sina kvarnar ur kyrkans magasin. Snickaren som hade använt virket intygade dock att allt hade gått rätt till och att det var han som sålt virket till prästen.
I Holms tomtbok från 1674 markeras kvarnplatsen med Sal. Mester Peders i S:ta Catarina Qwarnplatz, utan kvarnsymbol. Kvarnplatsen gav även upphov till gatunamn som Qwaren gattun (1669) och Qwarngatan eller Nygatan (1674). För att rensa bland Stockholms många kvarngator döptes 1885 denna gata om till Skånegatan.